# 윌리엄 필

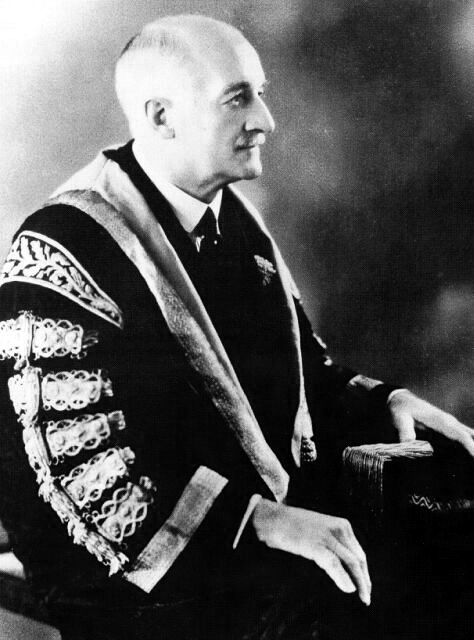
윌리엄 필

윌리엄 필 경(Sir William Peel, 중국어: 貝璐, 1875년 2월 27일~1945년 2월 24일)은 영국의 식민지 관료로 말레이 지역 등에서 복무한 후 홍콩 총독이 되었다. 그가 홍콩 총독으로 재임했을 때 홍콩의 전화망이 자동화됐다. 또한 신계 박구 분령에 일종의 관저에 해당하는 홍콩 총독 분령 별서(港督粉嶺別墅) 개관식 때 축사를 했다.
| 전임 세실 클레멘티 | 제18대 홍콩의 총독 1930년 5월 9일~1935년 5월 17일 | 후임 앤드류 칼데콧 |